# Robert de Vere, 3. Earl of Oxford

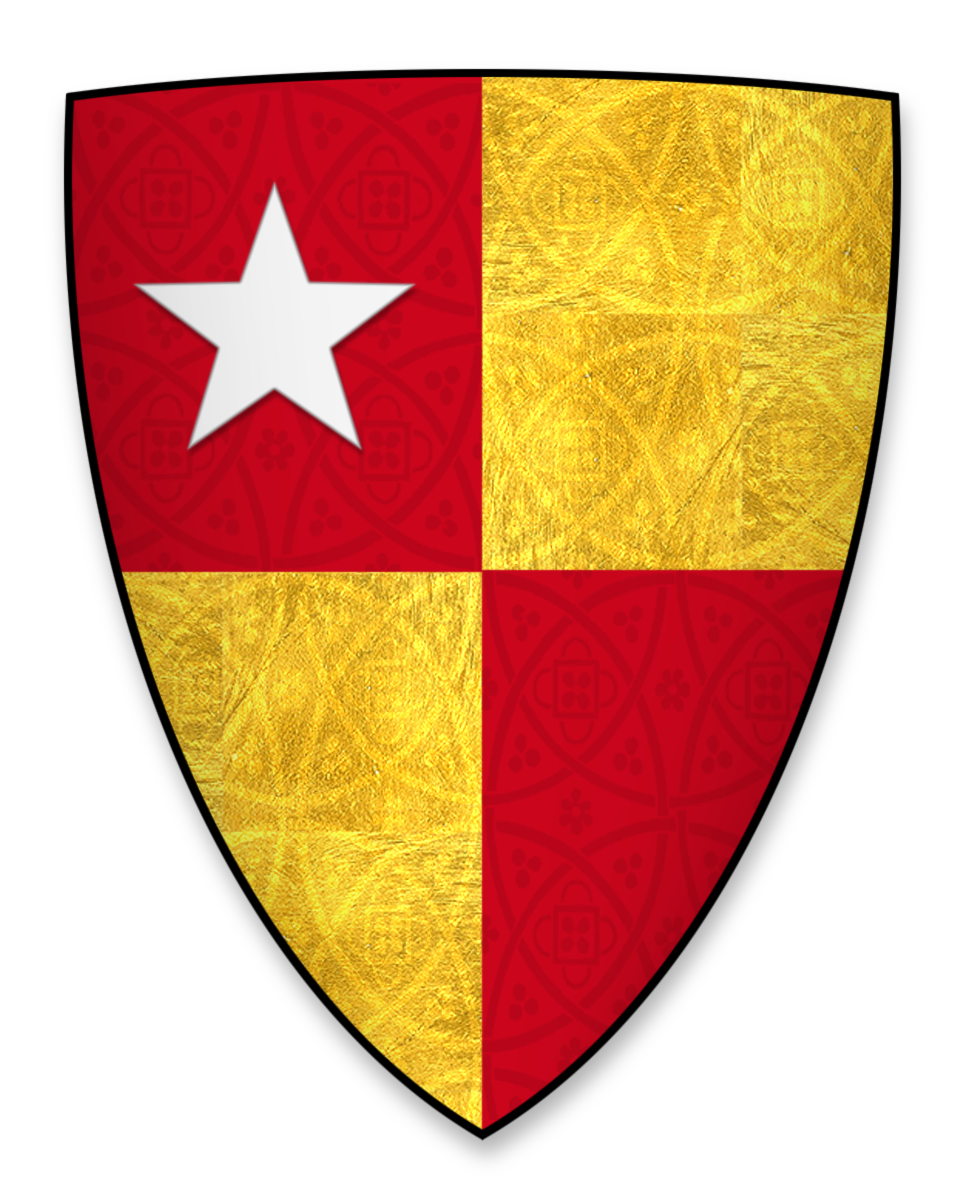
Wappen von Robert de Vere

Robert de Vere, 3. Earl of Oxford (* nach 1164; † vor 15. Oktober 1221) war ein englischer Magnat. Er gehörte zu der Adelsopposition, die 1215 von König Johann Ohneland die Anerkennung der Magna Carta erzwang.

## Herkunft und dynastische Heirat
Robert entstammte der anglonormannischen Familie de Vere, die ihren Stammsitz in Hedingham in Essex hatte. Er war der dritte überlebende Sohn von Aubrey de Vere, 1. Earl of Oxford und von dessen dritten Frau Agnes of Essex (1161–um 1206). 
Über Roberts Leben vor 1207 ist wenig bekannt, außer dass er vor dem Tod seines Vaters 1194 mehrere Schenkungen zugunsten von Klöstern bestätigte. Vor Ende September 1207 hatte Robert Isabel de Nonant geheiratet, die Witwe von Henry de Nonant. Seine Frau war eine Schwester von Walter de Bolebec, damit war sie eine Tante von Isabel de Bolebec, der Frau seines Bruders Aubrey de Vere, 2. Earl of Oxford. Diese war die Erbin der Besitzungen der Familie Bolebec gewesen, deren Mittelpunkt in Whitchurch in Buckinghamshire lag, doch da sie 1206 oder 1207 kinderlos gestorben war, verlor die Familie de Vere den Anspruch auf dieses reiche Erbe. Durch die Heirat von Robert mit Isabel de Nonant, die zusammen mit ihrer Schwester die neuen Erbinnen der Familie Bolebec wurde, konnte die relativ wenig begüterte Familie de Vere wenigstens die Hälfte des Erbes der Familie Bolebec behalten.
Sein ältester Bruder Aubrey starb im Oktober 1214 ohne Nachkommen, und da auch sein zweitältester Bruder Ralph bereits ohne männliche Nachkommen gestorben war, wurde Robert der Erbe der Besitzungen der Familie de Vere.

## Angehöriger der Adelsopposition
Spätestens im April 1215 schloss sich de Vere in Stamford der Adelsopposition gegen König Johann Ohneland an. Dieser Schritt beweist die Unbeliebtheit und auch die Unfähigkeit König Johanns, wenn sich selbst eigentlich selbstverständlich loyale Unterstützer wie de Vere von ihm abwandten. Dessen Bruder Aubrey war einer der engsten und vertrautesten Gefolgsleute des Königs gewesen. Der Grund für den Seitenwechsel de Veres war vermutlich die hohe Gebühr von 1000 Mark, die der König von ihm für den Antritt seines Erbes forderte und die für den relativ bescheidenen Grundbesitz der de Veres überhöht war. Dazu war de Vere darüber verärgert, dass ihm der König den Titel Earl of Oxford und das Amt des Court Chamberlain nicht bestätigte, auf die er jeweils einen erblichen Anspruch hatte. De Vere gehörte nun offen zu den Adligen, die ihre Unzufriedenheit über den König äußerten und wurde rasch zu einer Schlüsselfigur für die anderen Rebellen aus East Anglia. Kurz nach der erzwungenen Anerkennung der Magna Carta versuchte der König, de Vere wieder auf seine Seite zu ziehen. Am 23. Juni bestätigte er ihn als Earl of Oxford, doch dieser Schritt erfolgte zu spät. Robert war zu einem der 25 Barone gewählt worden, die die Einhaltung der Bestimmungen der Magna Carta durch den König überwachen sollten, und blieb trotz der Exkommunikation als Rebell durch Papst Innozenz III. auch im folgenden Krieg der Barone auf der Seite der Rebellen. Ende März 1216 eroberte der König nach dreitägiger Belagerung Hedingham Castle und bot Robert freies Geleit an, damit er sich unterwerfen konnte. Robert lehnte dieses Angebot jedoch ab und unterstützte den französischen Prinzen Ludwig, dem die Rebellen den englischen Thron angeboten hatten. Erst nach der Niederlage der Franzosen und der Rebellen und dem Frieden von Lambeth unterwarf sich auch de Vere im Oktober 1217 dem neuen König Heinrich III. und erhielt dafür seine Ländereien zurück.

## Späteres Leben und Tod
Bis 1220 diente de Vere als reisender königlicher Richter. 1221 führte er in der Curia Regis den Vorsitz. Er hatte das Patronat über Hatfield Broad Oak Priory in Essex, Tilty Abbey und Osney Abbey in Oxfordshire und über den Johanniterorden in England. Er starb kurz vor dem 25. Oktober 1221 und wurde im Benediktinerpriorat von Hatfield Broad Oak und nicht in Earls Colne Priory, dem traditionellen Begräbnisort seiner Familie, beigesetzt. Sein Anfang des 14. Jahrhunderts gefertigtes Grabdenkmal wurde nach der Reformation im 16. Jahrhundert in die Pfarrkirche von Hatfield überführt.
Aus seiner Ehe mit Isabel hatte Robert einen Sohn, der sein Erbe wurde:
- Hugh de Vere, 4. Earl of Oxford (um 1210–1263)

Nach seinem Tod übernahm seine Witwe für seinen minderjährigen Sohn die Vormundschaft. 